# 波迪伊國家公園

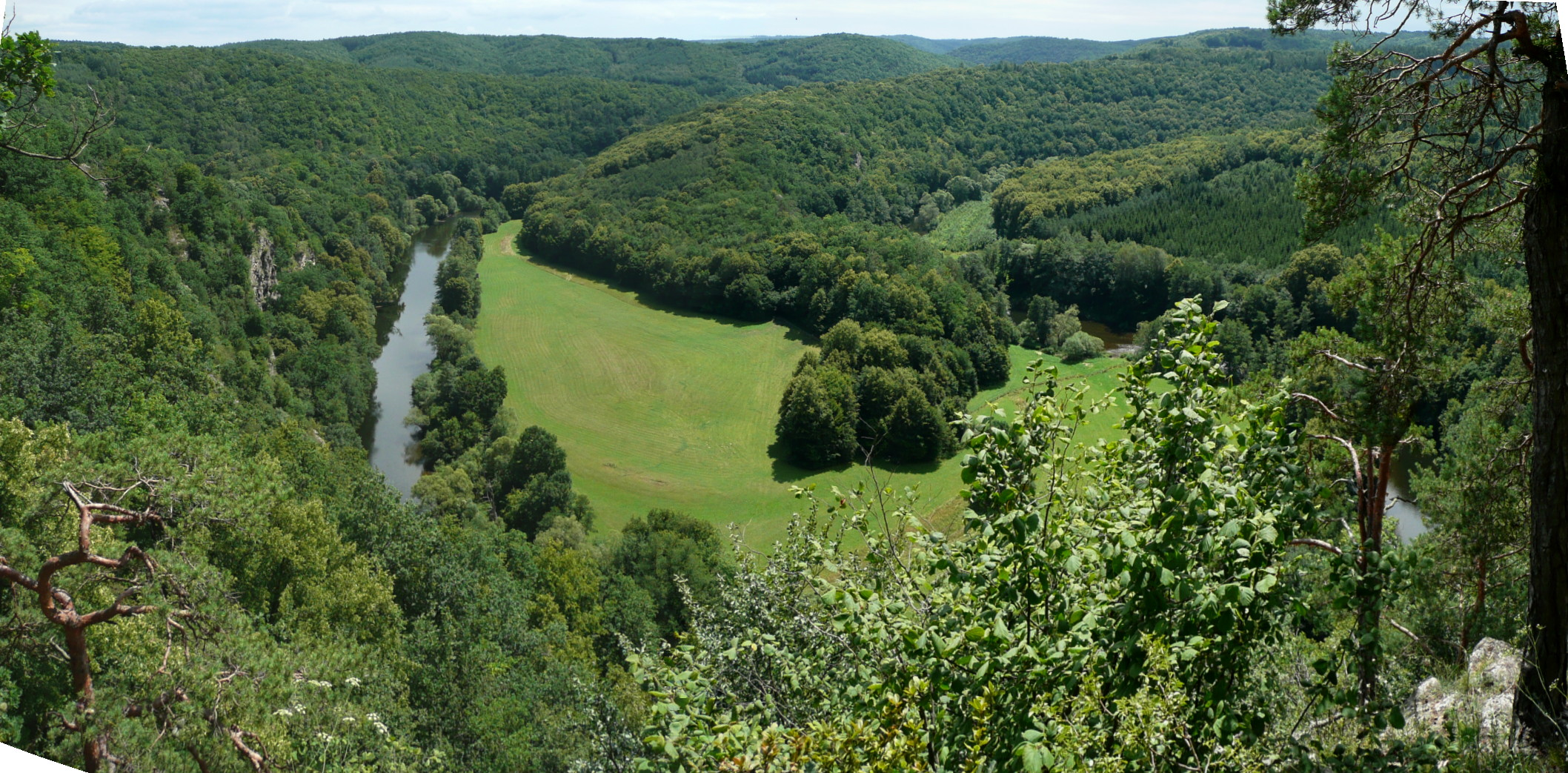

波迪伊國家公園是捷克的國家公園，位於該國南部，由南摩拉維亞州負責管轄，始建於1991年7月1日，面積63平方公里，最高點海拔高度536米，是152種鳥類的棲息地。
48°51′N 15°54′E / 48.850°N 15.900°E